# 小笠原孝
小笠原 孝（おがさわら たかし、1976年11月29日 - ）は、千葉県船橋市出身の元プロ野球選手（投手）、コーチ。

## 経歴

### プロ入り前
船橋市立三咲小学校2年時より、「二和タイガース」で野球を始める。小林徹監督の指揮する市立船橋高に在学時の1993年、春の甲子園に出場し、2回戦敗退。夏の甲子園では初戦の三本松高戦で完封勝利するなど、市立船橋高をベスト4に導く活躍を見せたが準決勝で大村直之らを擁する育英高打線に打たれ、甲子園を去る。
高校時代はプロ球団から声がかかっていたようだが「もっと体を鍛えたい」として高校卒業後は明治大学に入学し、1学年上の川上憲伸（後にプロでも同僚となる）らと共に左右の両輪として2年秋には5勝でリーグ優勝に貢献、明治神宮大会でも優勝した。1997年10月14日の秋季リーグ戦（対戦相手は立教大学）の9回に乱闘事件が発生すると、その首謀の5選手の一人とされてリーグ戦の残り全試合の謹慎処分を受ける。翌1998年春季リーグ戦は1学年下の木塚敦志らとともにチームの原動力として優勝に貢献。
1998年のドラフトで明治大の先輩でもある星野仙一が監督を務め、川上憲伸も前年から所属していた中日ドラゴンズから3位指名を受けて入団した。自らを「負けず嫌い」と評する向こう気の強い性格は星野監督が好んでおり、左の中継ぎや開幕一軍など、前年に入団した正津英志のような活躍が期待されていた。

### 中日時代
1999年、6月10日の対読売ジャイアンツ戦で一軍初登板し、高橋由伸に満塁本塁打を打たれる。
2000年、2001年もプロ初勝利を挙げられなかった。
2002年、4月に横浜ベイスターズ戦でプロ入り初勝利。以後ローテーションの一角に入り、序盤戦だけで5勝を挙げる。しかし夏前に失速し、5勝5敗で終わる。
2003年は、8月29日右足鼠径部にできた脂肪腫（ガングリオン）の摘出手術を受けるが、シーズンは1勝もできずに終わる。
2004年シーズンは2勝を挙げて復活の兆しをみせた。
2005年は、未勝利に終わった。
2006年、5月28日交流戦における対福岡ソフトバンクホークス戦（ヤフードーム）にて6安打9奪三振1失点でプロ入り初完投勝利を挙げる。しかしシーズン途中で二軍落ちし、同年の優勝パレードには参加できず、北谷秋季キャンプに参加するも途中で名古屋への強制帰還指令が出された。
2007年途中から先発ローテーションに定着。完投こそなかったものの、奪三振率が高い上、失点も少ない投球を見せ、5月にはプロ入り9年目にして初の月間MVPを受賞した（5登板、4勝0敗、防御率1.87、投球回数33 2/3）。しかし、8月25日の対阪神タイガース戦では完封ペースで9回途中までに15三振を奪ったが、味方も0点に抑えられたまま9回表に一死満塁のピンチを迎えたところで降板し、後続の岩瀬仁紀が打たれ負け投手になってしまうなど打線の援護に恵まれず、同年の中日の先発投手としては唯一の防御率2点台を記録しながらも最終的には6勝6敗にとどまった。規定投球回には達しなかったものの、自己最高の成績を残し、落合博満監督から信頼を得たシーズンとなった。続く巨人とのクライマックスシリーズ第2ステージ第1戦では新聞等の予想を覆し先発投手として登板、自身7月以来となる勝ち投手となり、中日のクライマックスシリーズ制覇の原動力となった。この登板は新聞紙上などで「奇襲」と騒がれたが、実は山井大介の故障再発により「当然の選択」として先発させたと落合監督が後のインタビューで答えている。
小笠原が入団してから中日は4回日本シリーズに出場しているが、2006年までは公式戦通算100試合以上の登板がありながら1度もシリーズの登板がなかった。ようやく2007年の日本ハムとの日本シリーズ第4戦に先発として念願のシリーズ登板を果たしたものの、勝利投手の権利を目前にした5回二死から満塁のピンチを招いたところで鈴木義広に交代させられ、1974年の松本幸行に次いでチーム2人目の左腕投手シリーズ勝利を逃した。アジアシリーズでは3戦目の対チャイナスターズ戦に先発し、7回1失点の好投で中日のアジアチャンピオンへの道筋を作った。
直後の日本一パレードでは沿道から多くの祝福を受けた。パレード中のCBC・東海テレビによる共同インタビューでは、「名古屋にこんなにも多くの中日ファンがいたなんて知らなかったです」と興奮しながらも感極まるコメントを述べていた。
2008年は前半は先発として好調だったが、四球で自滅したり、勝負所で本塁打を打たれるなど、徐々に打ち込まれ中継ぎに降格した。その後先発に復帰するも立ち上がりに失点することが多く、試合を作れずに降板するシーンが目立った。7月31日には怪我で出場を辞退した吉見一起の代役としてオールスターゲーム第一戦に出場した。最終的には8勝11敗と自己最多の勝ち星を記録するも、防御率は4点台後半と低調であった。
2009年は開幕二軍スタートとなったが、5月10日の巨人戦、中継ぎで初登板2回無失点で抑えた。その後、先発に回ったが立ち上がりに課題があり6月3日のオリックス・バファローズ戦ではチームが逆転したため負けはつかなかったが2回2/3、7失点でノックアウトされた。それでも先発ローテを守りきり7勝2敗で防御率3点台の成績を残し、プロ11年目で初めて勝ち数が負け数を上回ることとなった。巨人とのクライマックスシリーズ第2ステージでは第1戦に先発し、5回1失点の好投で、2007年のCS第1戦に続き、また巨人から勝利を挙げた。しかし、第2戦以降はチームは勝てず、CS敗退となり、日本シリーズ進出を逃した。
2010年はオープン戦での好調を受けて先発ローテーション入りしたが、わずか1勝（3敗）を挙げただけで5月には二軍落ちし、以降も怪我や不調で一軍での登板機会はほとんどなかった。
2011年も開幕一軍入りしたものの、初登板となった4月16日の阪神戦で3回途中まで完璧に抑えながら左足の違和感で降板、その後はファームで結果を残すものの今度は左肩を痛め復帰できず、故障に苦しんだシーズンになった。
2012年は交流戦時に一軍に合流し、2試合に登板するも結果が残せず二軍落ちし、10月2日に戦力外通告を受ける。10月5日に現役引退を表明し、コーチとしてチームに残ることになった。同級生の英智と共に同日のナゴヤドームシーズン最終戦の対広島戦が引退試合となり、4回表二死二塁の場面で登板（川上を救援）、安部友裕をセカンドゴロに打ち取り最終登板を終えた。その後の引退あいさつでは何度も言葉に詰まり、時には涙を堪えられなくなりながら野球の神様、グラウンドの神様、中日ドラゴンズに感謝を述べ、現役に別れを告げた。

### 引退後
2013年からは中日の二軍投手コーチを務め、2022年限りで退任。2023年はチーム戦略グループスコアラー（データアナリストコーディネーター）としてチームに在籍し、同年限りで退団した。
2023年12月1日、2024年から福岡ソフトバンクホークスの二軍投手コーチ（チーフ）を務めることが発表された。

## 選手としての特徴
カーブ、シンカー、シュートを投げる。
早い回で大崩れしないタイプであり、中盤まで試合を作ることができる投手。

## 詳細情報

### 年度別投手成績
| 年 度      | 球 団      | 登 板 | 先 発 | 完 投 | 完 封 | 無 四 球 | 勝 利 | 敗 戦 | セ 丨 ブ | ホ 丨 ル ド | 勝 率 | 打 者 | 投 球 回 | 被 安 打 | 被 本 塁 打 | 与 四 球 | 敬 遠 | 与 死 球 | 奪 三 振 | 暴 投 | ボ 丨 ク | 失 点 | 自 責 点 | 防 御 率 | W H I P |
| ---------- | ---------- | ----- | ----- | ----- | ----- | -------- | ----- | ----- | -------- | ----------- | ----- | ----- | -------- | -------- | ----------- | -------- | ----- | -------- | -------- | ----- | -------- | ----- | -------- | -------- | ------- |
| 1999       | 中日       | 2     | 0     | 0     | 0     | 0        | 0     | 0     | 0        | --          | ----  | 10    | 2.0      | 2        | 1           | 2        | 0     | 0        | 1        | 0     | 0        | 4     | 4        | 18.00    | 2.00    |
| 2000       | 中日       | 8     | 0     | 0     | 0     | 0        | 0     | 0     | 0        | --          | ----  | 81    | 15.2     | 20       | 2           | 14       | 0     | 2        | 14       | 1     | 0        | 11    | 11       | 6.32     | 2.17    |
| 2001       | 中日       | 23    | 2     | 0     | 0     | 0        | 0     | 1     | 0        | --          | .000  | 130   | 28.1     | 31       | 5           | 13       | 0     | 0        | 28       | 1     | 0        | 15    | 15       | 4.76     | 1.55    |
| 2002       | 中日       | 30    | 17    | 0     | 0     | 0        | 5     | 5     | 0        | --          | .500  | 405   | 96.0     | 96       | 14          | 26       | 1     | 5        | 80       | 1     | 0        | 43    | 43       | 4.03     | 1.27    |
| 2003       | 中日       | 11    | 3     | 0     | 0     | 0        | 0     | 3     | 0        | --          | .000  | 105   | 22.0     | 30       | 6           | 7        | 0     | 2        | 21       | 0     | 0        | 19    | 19       | 7.77     | 1.68    |
| 2004       | 中日       | 22    | 8     | 0     | 0     | 0        | 2     | 2     | 0        | --          | .500  | 244   | 57.1     | 63       | 6           | 14       | 0     | 2        | 52       | 2     | 0        | 23    | 22       | 3.45     | 1.34    |
| 2005       | 中日       | 5     | 5     | 0     | 0     | 0        | 0     | 3     | 0        | 0           | .000  | 78    | 16.0     | 27       | 4           | 3        | 0     | 2        | 12       | 1     | 0        | 13    | 13       | 7.31     | 1.88    |
| 2006       | 中日       | 9     | 6     | 1     | 0     | 0        | 2     | 2     | 0        | 0           | .500  | 159   | 38.2     | 35       | 7           | 10       | 0     | 1        | 34       | 2     | 0        | 16    | 16       | 3.72     | 1.16    |
| 2007       | 中日       | 21    | 20    | 0     | 0     | 0        | 6     | 6     | 0        | 1           | .500  | 494   | 120.1    | 110      | 10          | 33       | 5     | 4        | 97       | 3     | 0        | 40    | 40       | 2.99     | 1.19    |
| 2008       | 中日       | 26    | 22    | 0     | 0     | 0        | 8     | 11    | 0        | 1           | .421  | 575   | 132.0    | 147      | 20          | 42       | 3     | 5        | 89       | 2     | 2        | 71    | 69       | 4.70     | 1.43    |
| 2009       | 中日       | 21    | 19    | 0     | 0     | 0        | 7     | 2     | 0        | 0           | .778  | 487   | 118.0    | 104      | 10          | 34       | 1     | 2        | 86       | 4     | 1        | 47    | 41       | 3.13     | 1.17    |
| 2010       | 中日       | 5     | 5     | 0     | 0     | 0        | 1     | 3     | 0        | 0           | .250  | 119   | 25.0     | 34       | 9           | 7        | 1     | 3        | 8        | 0     | 0        | 26    | 19       | 6.84     | 1.64    |
| 2011       | 中日       | 1     | 1     | 0     | 0     | 0        | 0     | 0     | 0        | 0           | ----  | 8     | 2.2      | 0        | 0           | 0        | 0     | 0        | 3        | 0     | 0        | 0     | 0        | 0.00     | 0.00    |
| 2012       | 中日       | 7     | 4     | 0     | 0     | 0        | 0     | 2     | 0        | 1           | .000  | 85    | 18.2     | 24       | 1           | 4        | 0     | 2        | 14       | 0     | 0        | 13    | 11       | 5.30     | 1.51    |
| 通算：14年 | 通算：14年 | 191   | 112   | 1     | 0     | 0        | 31    | 40    | 0        | 3           | .437  | 2980  | 692.2    | 723      | 95          | 209      | 11    | 30       | 539      | 17    | 3        | 341   | 323      | 4.20     | 1.35    |

### 表彰
- 月間MVP：1回（2007年5月）

### 記録
初記録
投手記録
- 初登板：1999年6月10日、対読売ジャイアンツ11回戦（東京ドーム）、8回裏に5番手で救援登板・完了、1回4失点
- 初奪三振：同上、8回裏に入来祐作から空振り三振
- 初先発：2001年10月6日、対広島東洋カープ28回戦（広島市民球場）、6回3失点
- 初勝利・初先発勝利：2002年4月10日、対横浜ベイスターズ2回戦（ナゴヤドーム）、6回1失点
- 初完投勝利：2006年5月28日、対福岡ソフトバンクホークス3回戦（福岡Yahoo! JAPANドーム）、9回1失点
- 初ホールド：2008年4月20日、対横浜ベイスターズ2回戦（横浜スタジアム）、7回裏に2番手で救援登板、2回無失点

打撃記録
- 初安打：2001年10月6日、対広島東洋カープ28回戦（広島市民球場）、5回表に横山竜士から二塁内野安打
- 初打点：2002年4月10日、対横浜ベイスターズ2回戦（ナゴヤドーム）、2回裏に川村丈夫から右中間へ適時二塁打

その他の記録
- オールスターゲーム出場：1回（2008年）

### 背番号
- 43（1999年 - 2012年）
- 86（2013年 - 2022年）
- 73（2024年 - ）